# شهرستان جاسپر (کارولینای جنوبی)
شهرستان جاسپر، کارولینای جنوبی (به انگلیسی: Jasper County, South Carolina) یک سکونتگاه مسکونی در ایالات متحده آمریکا است که در کارولینای جنوبی واقع شده‌است.

## خصوصیات
شهرستان جاسپر ۱٬۸۱۳٫۰ کیلومترمربع مساحت دارد.